# ボニー・レイット
ボニー・レイット（Bonnie Raitt、1949年11月8日 - ）は、米国のロック・ギタリスト、シンガー、活動家。ブルース、R&Bの色合いの濃いサウンドが特長。また、女性スライド・ギタリストの草分け的存在としても知られている。
1970年代、レイットはブルース、ロック、フォーク、カントリーの要素を取り入れたルーツに影響を受けた一連のアルバムをリリースした。1989年、数年にわたって批評家の称賛を得たが商業的にはほとんど成功しなかった後、アルバム『ニック・オブ・タイム』が大ヒットした。「Something to Talk About」「Love Sneakin 'Up on You」およびブルース・ホーンズビーのピアノをフィーチャーしたバラード「I Can't Make You Love Me」を収録した次の2枚のアルバム、『ラック・オブ・ザ・ドロウ』（1991年）と『ロンギング・イン・ゼア・ハーツ』（1994年）も数百万枚を売り上げた。
レイットはグラミー賞を10回受賞している。
「ローリング・ストーンの選ぶ歴史上最も偉大な100人のシンガー」において第50位。
2011年、「ローリング・ストーンの選ぶ歴史上最も偉大な100人のギタリスト」において第89位。
オーストラリアのカントリー・ミュージック・アーティスト、グレーム・コナーズは、「ボニー・レイットは他の誰もが作れないような歌詞を作り、それを折り曲げ、ねじ曲げて心の奥に届かせるのです」と語っている。

## 来歴
カリフォルニア州バーバンクに生まれる。父親はブロードウェイで活躍したスター、ジョン・レイット(1917年 - 2005年)。母親は彼の最初の妻でピアニストのマージョリー・ヘイドック。レイットはスコットランド系であり、彼女の祖先はネアンの近くにレイト城を建設した。彼女はクエーカーの伝統で育った。 幼い頃にニューヨーク州のポール・スミスズにあるキャンプ・レジス・アップルジャックでギターを弾き始め、後になりボトルネックスタイルのギターに出会うこととなった。レイットは、ニューヨークで「学校や夏のキャンプで少し」演奏したと言っている。
ニューヨーク州ポキプシーのオークウッド・フレンズ・スクールを卒業後、1967年にラドクリフ大学に入学し、社会関係とアフリカの研究を専攻した。「ジュリウス・ニエレレ大統領が民主主義と社会主義に基づいた政府を作っているタンザニアに旅行することを計画していたのです」とレイットは語っている。レイットはブルース・プロモーターのディック・ウォーターマンと友人になった。大学2年生の間、レイットは学期を終えて、ウォーターマンや他の地元のミュージシャンと共にフィラデルフィアに移った。レイットはそれが「すべてを変えた機会」だったと言う。ウォーターマンを通じてミシシッピ・フレッド・マクダウェル、ハウリン・ウルフ、シッピー・ウォーレスといったブルース・アーティストたちと親交を深めていった。

## 略歴

### 1970年–1976年
1970年の夏、彼女は兄弟のデイヴィッドのスタンドアップ・ベースとともにフィリー・フォーク・フェスティバルでミシシッピ・フレッド・マクダウェルと共演し、ニューヨークのガスライト・カフェでジョン・ハモンドのオープニングを務め、彼女のパフォーマンスについての言葉を広め始め、またニューズウィーク誌のリポーターの目に留まった。大手レコード会社のスカウトはすぐに彼女のショーを見るためにショーにやってきた。レイットは最終的にワーナーブラザーズからの申し出を受け入れ、1971年にデビュー・アルバム『ボニー・レイット』をすぐにリリースした。アルバムは音楽出版社に温かく迎えられ、多くのライターが音楽解釈や、当時、ポピュラー音楽界の女性はギタリストとして高い評価を得ていなかったがボトルネック・ギタリストとしてのスキルを賞賛された。
彼女のパフォーマンスを目にした人々から賞賛され、仲間から尊敬されてはいたものの、レイットの作品に対する世間の賞賛を得ることはほとんどなかった。評論家の評価は成長し続けたが、レコードの売上は控えめなままだった。セカンド・アルバム『ギヴ・イット・アップ』は1972年にポジティブなレビューに向けてリリースされた。 多くの批評家はそれを彼女の最高の作品とみなしているが、その評価は彼女の商業的成功には結びつかなかった。1973年のアルバム『テイキン・マイ・タイム』も批評家の称賛を受けたが、その評価も売上と一致しなかった。
レイットはローリング・ストーン誌の1975年のカバー・ストーリーを含む、より広範囲な報道をされ始めたが、1974年のアルバム『ストリートライツ』で、彼女の作品のレビューはますます複雑になった。この時点で、レイットはすでにさまざまなプロデューサーとさまざまなスタイルを試していて、1975年のアルバム『ホーム・プレイト』に続くより主流のサウンドを採用し始めた。1976年、レイットはウォーレン・ジヴォンのセルフタイトル・アルバムに参加した。

### 1977年–1988年

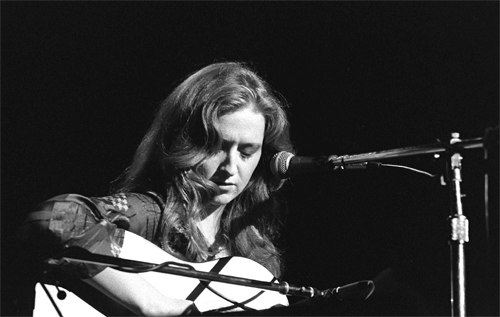
1976年-1977年、バークレー・コミュニティ・シアターで演奏するレイット

1977年のアルバム『愛に乾杯』は「悲しき街角」のリメイクでヒット・シングルを生み出し、レイットに最初の商業的なブレイクをもたらした。レイットの「悲しき街角」は、アル・グリーンにインスパイアされたリズミカルなグルーヴをベースにしたヘビーなリズム・アンド・ブルースに焼き直されており、多くの批評家から否定的な評価を受けた。しかし、この曲の商業的成功は、ワーナー・ブラザーズとコロンビア・レコードでの間にレイットとの契約をめぐる入札戦争を引き起こした。「当時、コロンビアとワーナーの大きな戦争が続いていました」と、1990年のインタビューでレイットは回想している。「ジェームス・テイラーはワーナー・ブラザーズを去り、コロンビアで大作を作ったばかりでした...そして、ワーナーはコロンビアからポール・サイモンの契約を奪いました。ワーナーは私がコロンビアでヒット・レコードを持つことを望みませんでした。だから、私は自分の契約を再交渉しました、そして、それらは基本的にコロンビアの申し出と一致しました。率直に言って、この取引は本当に大きなものでした」。
ワーナー・ブラザーズは、1979年のレイットの次のアルバム『愛に生きる』に高い期待を抱いていたが、評論家の評価は低く、売り上げも芳しくなかった。1979年、彼女が企画に関わったニューヨーク市のマディソン・スクエア・ガーデンでの5日間に及ぶミュージシャン・ユナイテッド・フォー・セーフ・エナジー（MUSE）コンサートは商業的な成功を収めている。ショーは3枚組のゴールド・アルバム『No Nukes』と同名のワーナー・ブラザーズの長編映画を生み出した。ショーには、共同企画者のジャクソン・ブラウン、グラハム・ナッシュ、ジョン・ホール、レイット、ブルース・スプリングスティーン、トム・ペティ&ザ・ハートブレイカーズ、ドゥービー・ブラザーズ、カーリー・サイモン、ジェームス・テイラー、ギル・スコット・ヘロンなどが参加した。
1980年、彼女はパラマウント・ピクチャーズの『アーバン・カウボーイ』に出演し、「Don't It Make You Wanna Dance」を歌った。
1982年の次作『グリーン・ライト』で、レイットは自身の初期の作品のサウンド立ち返ることを試みた。しかし、彼女の予想に反し、彼女の仲間やメディアの多くは、彼女のその新しいサウンドを急成長しているニュー・ウェイヴの動きと比べようとした。同作は、久々の高評価を受けたものの、売り上げ面が伸びることはなく、ワーナー・ブラザーズとの関係は冷え込んでしまった。

### アルバム『Tongue and Groove』とワーナー・ブラザーズの契約解除
1983年、レイットが次作アルバム『Tongue and Groove』を完成させようとしていたとき、その時点までの彼女の売り上げに不満を抱いていたワーナー・ブラザーズは、彼女との契約を解除した。同作はお蔵入りとなり、レイットは契約レーベルがない状況となった。また、レイットはこの頃、アルコールと薬物乱用の問題とも戦っていた。
公私両面の問題にもかかわらずレイットは引き続き政治活動に参加し、ツアーに参加した。1985年、レイットはギタリストのスティーブン・ヴァン・ザントが作曲しプロデュースした反アパルトヘイトのレコード「サン・シティ」で歌い、ビデオにも出演した。ファーム・エイドとアムネスティ・インターナショナル・コンサートへの参加に加えて、レイットは1987年にモスクワを訪れ、後にショータイム・テレビネットワークで公開されることとなる最初のソビエト/アメリカ平和コンサートに参加した。また1987年には「コントラ・エイドを止めるためのロサンゼルスでのカウントダウン'87」を開催した。利益は、ミュージシャンのドン・ヘンリー、ハービー・ハンコック、ホリー・ニアなどと一緒になった。
ワーナー・ブラザーズは、彼女との契約解除から2年後、レイットに『Tongue and Groove』をリリースする計画を通知した。「私は、公平ではないですねと言ったんです」とレイットは回想する。「この時点で、彼らは気の毒だと思ったんですよ。というのも、私は当時自分の知名度を維持するために、自費を投じてツアーをしていて、集客力はどんどん落ちていましたから。だから、彼らは私にあるアルバムの半分をやり直すことに同意したんです。それが『ナイン・ライヴズ』として出たということです」。1986年にリリースされた同作は、批評的にも商業的にも失敗に終わり、レイットのワーナー・ブラザーズからの最後のレコーディングとなった。
1987年後半、レイットは歌手k.d.ラングおよびジェニファー・ウォーンズと、ロイ・オービソンのテレビ番組「ロイ・オービソンと仲間たち、黒と白の夜」の女性バックグランド・ボーカリストとして活躍した。この高く評価された放送に続いて、レイットは新作の制作を始めた。その時までに、彼女は薬物乱用の問題を解決し、清らかな状態となっていた。レイットは後に、スティーヴィー・レイ・ヴォーンの1990年の死の前日に開催されたミネソタ・ステート・フェア（州祭）のコンサートにおいて、彼が手を差し伸べてくれたと語っている。 この間、レイットはプリンス所有のペイズリー・パーク・レーベルとの契約を検討したが、交渉は最終的に失敗した。その代わりにキャピトル・レコードでドン・ウォズのプロダクション・ガイダンスの下で、ポップとロックのブルージーなミックスを録音し始めた。
レイットはハル・ウィルナーを介してウォズに出会った。ウォズはA&Mのディズニー音楽へのトリビュート・アルバム『Stay Awake』をまとめていた。ウォズとウィルナーは両方とも、レイットが映画『ダンボ』の中の子守歌「ベイビーマイン」のためにウォズによって作成されたアダルト・コンテンポラリー・アレンジメントでリードを歌うことを望んでいた。レイットはセッションに非常に満足しており、次のアルバムをプロデュースするようウォズに依頼した。

### 1989年–1999年: 商業的なブレイク

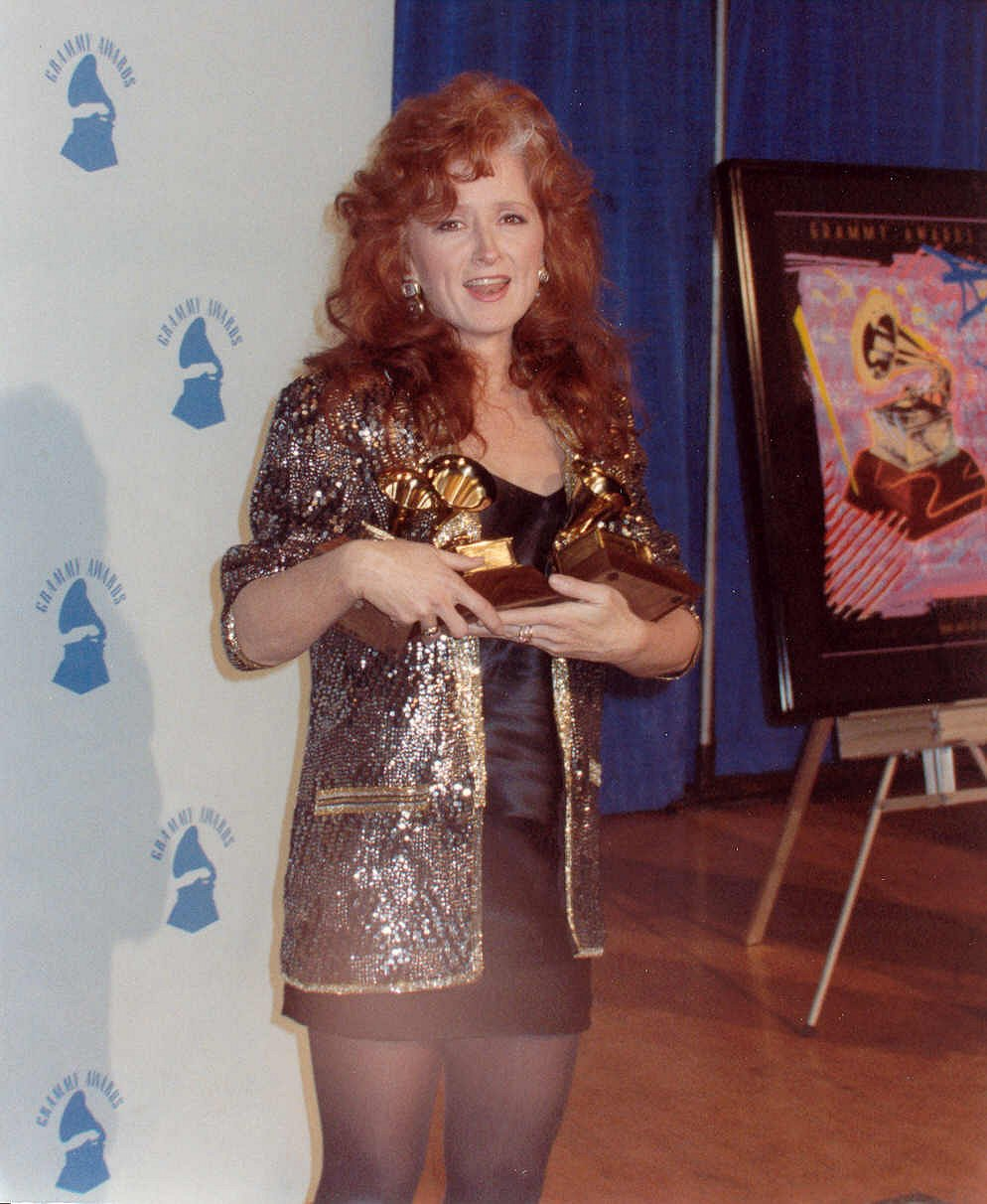
1990年グラミー賞のレイット

アルバム『Stay Awake』でウォズと仕事をした後、レイットのマネージメント事務所のゴールド・マウンテンは新しいレコード契約について多くのレーベルにアプローチし、キャピトル・レコードのA&R部門の責任者ティム・ディヴァインによってキャピトルと契約した。
レイットは、1989年発売の10枚目のアルバム『ニック・オブ・タイム』で遅まきながら商業的成功を収めた。米国チャートのトップを獲得。1990年2月開催の第32回グラミー賞で「最優秀アルバム賞」と「最優秀女性ロック・ボーカル・パフォーマンス賞」を受賞。また、アルバムに収録された表題曲「ニック・オブ・タイム」は「最優秀女性ポップ・ボーカル・パフォーマンス賞」を受賞した。そしてローリング・ストーン誌の「史上最高のアルバム500件のリスト」の230番に選ばれた。レイット自身は、10回目の試みが「私の最初の素面のアルバム」であると指摘した。
同時に、レイットはジョン・リー・フッカーのアルバム『ヒーラー』でのジョン・リーとのデュエット「I'm in the Mood」で自身4度目となるグラミー賞を受賞した。『ニック・オブ・タイム』はレイットと一緒に今日まで録音やツアーを共にするリッキー・ファターとジェームス・"ハッチ"・ハチンソンの長年のリズム・セクションをフィーチャーした多くのレコーディングの最初だった（以前、ファターはレイットのアルバム『グリーン・ライト』でプレイし、ハチンソンは『ナイン・ライヴズ』で共に働いていた）。『ニック・オブ・タイム』は米国だけで600万枚以上を売り上げた。
レイットは1991年のアルバム 『ラック・オブ・ザ・ドロウ』でグラミー賞を3回受賞し、アメリカで約800万枚を売り上げてこの成功を確かなものにした。3年後の1994年に、レイットは2枚目となるナンバー・ワン・アルバム『ロンギング・イン・ゼア・ハーツ』でグラミー賞を2つ追加した。これらのアルバムは両方ともマルチプラチナの成功だった。レイットとウォズのコラボレーションは1995年のライブ・アルバム『ロード・テステッド』で友好的に終了した。このライブ・アルバムは堅実なレビューを得て、ゴールドを認定するのに十分なほど売れた。
「ロック・ステディ」は、ブライアン・アダムスとグレッチェン・ピーターズが1995年に書いたヒット曲。この曲は、アダムスとボニー・レイットのロード・テステッド・ツアーのデュエット用に書かれたもので、レイットのアルバム収録の1曲にもなった。この曲のオリジナル・デモ・バージョンは、アダムスの1996年のシングル「Let's Make a Night to Remember」に収録されている。
1997年、B.B.キングのアルバム『デューシズ・ワイルド』に収録された「Baby I Love You」でB.B.とデュエットした。
次のスタジオ・アルバムのためにレイットははマイケル・フルームとチャド・ブレイクをプロデューサーとして迎えた。「ドン・ウォズとの仕事が大好きでしたが、自分とファンに一息ついて何か違うことをしたかったのです」とレイットは言っている。フルームとブレイクと制作した作品は、1998年にアルバム『ファンダメンタル』としてリリースされた。

### 2000年–2007年

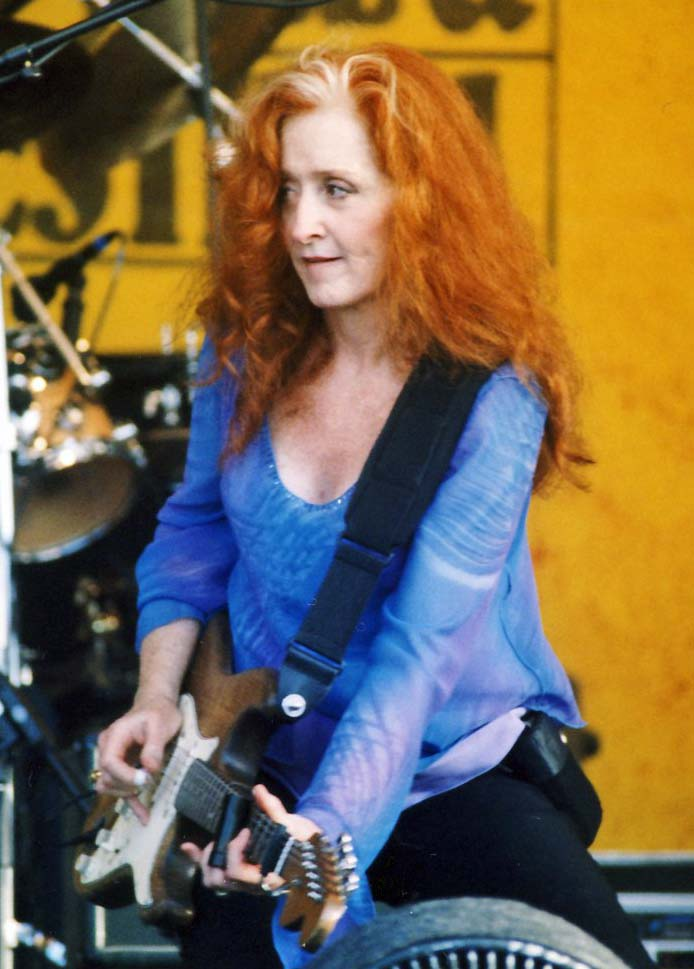
2004年4月23日、ニューオーリンズ・ジャズ&ヘリテッジ・フェスティバルでプレイするレイット

2000年3月、レイットはオハイオ州クリーブランドのロックンロールの殿堂入りし、翌2001年には、父ジョンと揃ってハリウッド・ボウルの殿堂入りもした。アルバム『シルバー・ライニング』は2002年にリリースされた。米国では、ビルボードチャートで13位に達し、後にゴールド認定を受けている。シングル「暗闇を抜けて (I Can't Help You Now)」、「新しい人生 (Time of Our Lives)」、タイトルトラックの「希望の光 (Silver Lining)」が収録されており、3枚のシングルはすべて、米国アダルトコンテンポラリーチャートの上位40以内にはいった。
2002年3月19日に、レイットはレコード業界への貢献によってヴァイン通り沿いの ハリウッド名声の歩道の星を獲得した。 2003年、キャピトル・レコードは、コンピレーション・アルバム『The Best of Bonnie Raitt』をリリースした。1989年から2002年までのキャピトルからリリースされた『ニック・オブ・タイム』『ラック・オブ・ザ・ドロウ』『ロンギング・イン・ゼア・ハーツ 』『ロード・テステッド』『ファンダメンタル』『シルバー・ライニング』という各アルバムからの曲が含まれている。レイットはトゥーツ・アンド・ザ・メイタルズのアルバム『True Love』にフィーチャーされ、2004年に最優秀レゲエ・アルバムでグラミー賞を受賞した。
2003年、マーティン・スコセッシの映画シリーズ『ザ・ブルース・ムービー・プロジェクト (The Blues)』の中の作品、ヴィム・ヴェンダーズ監督の『ソウル・オブ・マン』に出演し、2曲を披露。また翌2004年のライヴ映画『ライトニン・イン・ア・ボトル』(アントワーン・フークア監督)にも登場している。
アルバム『ソウルズ・アライク』は2005年9月にリリースされた。米国では、ビルボードチャートでトップ20に達した。シングル「アイ・ウィル・ナット・ビー・ブロークケン (I Will Not Be Broken)」と「アイ・ドント・ウォント・エニシング・トゥ・チェンジ  (I Don't Want Anything to Change)」が含まれており、どちらも米国アダルトコンテンポラリーチャートのトップ40にランクインしている。2006年に特別ゲストにケブ・モ、アリソン・クラウス、ベン・ハーパー、ジョン・クリアリー、ノラ・ジョーンズをフィーチャーし、絶賛されたVH1のクラシック・ディケーズ・クラシック・ロック・ライブ・コンサート・シリーズの一環として撮影されたライブDVD / CD『Bonnie Raitt and Friends』をリリースした。 DVDは8月15日にキャピトルレコードによってリリースされた。2005年9月30日にニュージャージー州アトランティックシティでライブ録音された『Bonnie Raitt and Friends』にはコンサートのVH1クラシックの放送に含まれていない4曲のデュエットを含む、これまでにないパフォーマンスとインタビュー映像を収録している。付属のCDには、ベン・ハーパーをフィーチャーしたラジオ・シングル「トゥー・ライト・イン・ザ・ナイトタイム (Two Lights in the Nighttime)」を含む11曲が収録されていまる。 2007年、レイットは『Goin' Home: A Tribute to Fats Domino』に貢献した。レイットはジョン・クリアリーと共にファッツ・ドミノの「I'm In Love Again」と「All by Myself」のメドレーを歌った。

### 2008年-現在
レイットは2008年6月7日にギャリソン・ケイラーのラジオ番組『プレイリー・ホーム・コンパニオン』の放送に出演した。彼女はケブ・モとともに「No Getting Over Over You」と「Ain't Nothin' in Ramblin'」の2曲のブルースを演奏した。レイットはまた、リチャード・トンプソンと「薄暗い部屋で (Dimming of the Day)」を歌った。このショーは2006年10月にレイットと彼女のバンドとともに行われた別のショーとともに、プレーリー・ホーム・コンパニオンのウェブサイトにアーカイブされている。レイットは2011年のBBCで特集された「ジャマイカから出てきた最も影響力のあるアーティストの秘話」と解説されたドキュメンタリー「レゲエが魂を手に入れた：トゥーツ・アンド・ザ・メイタルズの物語」に出演した。
2012年2月、レイットは2012年の第54回グラミー賞でアリシア・キーズとデュエットを行いエタ・ジェイムズを称えた。 2012年4月、レイットは2005年以来となる『スリップストリーム』というタイトルのスタジオ・アルバムをリリースした。同作は1994年の 『ロンギング・イン・ゼア・ハーツ』以来のトップ10アルバムをマークし、米国Billboard 200チャートの6位になった。このアルバムはアメリカのソングライター誌によって「彼女の40年のキャリアの中で最高の1つ」と評された。2012年9月、レイットは「30 Songs / 30 Days」と呼ばれるキャンペーンで取り上げられた。これは、ニコラス・クリストフとシェリル・ウーダンの本で概説されたプロジェクトに触発されたマルチプラットフォームメディアプロジェクトである「ハーフ・ザ・スカイ：抑圧を世界中の女性の機会に変える」を支援するためである。2013年、レイットはフォイ・ヴァンスのアルバム『Joy of Nothing』に参加した。
2015年5月30日、レイットは、レオン・ラッセル、アイヴァン・ネヴィルとともに、カリフォルニア州アゴーラ・ヒルズのキャニオン・クラブでパフォーマンスを行い、癌と闘っていたマーティ・グレブのための資金を集めた。グレブは彼らのアルバムのいくつかで演奏していた。
2016年2月、レイットは17枚目のスタジオ・アルバム『ディグ・イン・ディープ』をリリースした。このアルバムは、米国Billboard 200チャートの11位となり 、好評を得た。このアルバムにはシングル”Gypsy in Me”と、INXSの曲”Need You Tonight”のカバーが収録されている。
レイットは、外科手術を要する健康上の問題が見つかったことにより、2018年の春と夏のツアーの前半スケジュールをキャンセルした。彼女は、「完全な回復」が期待されており、2018年6月に予定された日付でツアーを再開する予定であると発表している。

## 薬物およびアルコールの使用と回復
レイットはアルコールと薬物を使用していたが、1980年代後半に心理療法を開始し、匿名のアルコール依存症者たちに参加した。レイットはこう語っている。「本物であるためにはパーティーのライフスタイルを生きなければならないと思っていましたが、しかし実際それを長くやり続けすぎると、ぐだぐだになって死んでしまうだけなのです」。彼女は1987年にクリーンになった。アルコールの問題を認めて飲酒をやめる勇気を与えたのは、スティーヴィー・レイ・ヴォーンが落ち着いたときにさらに優れたミュージシャンであることに気づいたからだと述べて、スティーヴィー・レイ・ヴォーンを称賛した。彼女はまた、「遅い夜の生活」が自分のためにならないことに気付いたのでやめたのだとも言っている。1989年に「天使たちが私を連れまわしてくれているような気がします。集中力と規律が強くなり、結果として自尊心が高まります」と語った。

## 私生活
レイットは両親、兄弟、親友の死後も含めて、サバティカルを取っている。彼女は「私が多くの損失を経験したとき、私は休みを取った」と言った。レイットと俳優のマイケル・オキーフは1991年4月27日に結婚した。彼らは1999年11月9日に離婚を発表した。その理由については、お互いの仕事により、離れて過ごすことが多くなったことが要因と思われる。

## 社会、政治活動
レイットは、社会活動、政治活動に積極的に関わってきたことでも知られている。1980年、マディソン・スクエア・ガーデンで開催された核廃絶を訴えるコンサート「ノー・ニュークス」、「ファーム・エイド」、「アムネスティ・インターナショナル」のなどベネフィット・コンサートへの参加、また南アフリカの人種隔離政策を取り上げたプロテスト・ソング「Sun City」への参加などがある。また、1988年設立のリズム・アンド・ブルース基金 (Rhythm & Blues Foundation - R&Bアーティストに対する支援、音楽の保存などを目的とする団体)の創設者のひとりとして名を連ねている。
レイットの政治への関与は1970年代初期に遡る。
1972年のアルバム「ギブ・イット・アップ」の裏には「北ベトナムの人々へ」と献辞が印刷されていた。
レイットのウェブサイトはファンに環境の保護についての詳細を学ぶよう促している。
彼女は1979年に安全なエネルギーのためのミュージシャンズ・ユナイテッドの創設メンバーであり、より大きな反核運動の触媒となり、アバロン同盟やサバイバル同盟などのグループに関与した。
1994年、ディック・ウォーターマンの要請で、マウント・ザイオン記念基金を通じ、彼女が師と仰ぐ一人、ブルース・ギタリストのフレッド・マクダウェルの墓石の交換に資金を提供した。
レイットはその後、マウント・ザイオン記念基金と共同で、再度ミシシッピにおいて、ミュージシャンのメンフィス・ミニー、サム・チャットモン、トミー・ジョンソンのための墓石に資金を提供した。
2004年7月のストックホルム・ジャズ・フェスティバルで、レイットは1979年のアルバム『愛に生きる』でフィーチャーされた曲「Your Good Thing（Is About To End）」を現職の（そして後に再選された）ジョージ・W・ブッシュ大統領へ捧げた。その際彼女は次のように言ったという。「この曲をジョージ・ブッシュへ捧げる。彼は出ていくべきだから」。
2002年にレイットはLittle Kids Rockの公式サポーターとなった。Little Kids Rockは全米の公立学校の子供たちに無料の楽器と無料のレッスンを提供する非営利団体である。
2008年、レイットは2004年の津波による東南アジアでの救援活動を支援するために、Aid Still RequiredのCDに歌を寄付した。
レイットは2005年の秋/冬と2006年の春/夏/秋のツアーで、非営利の環境団体であるReverbと協力した。
 
レイットは原子力の拡大に反対するノー・ニュークス・グループのメンバーである。2007年、ノー・ニュークスはバッファロー・スプリングフィールドの曲「フォー・ホワット・イッツ・ワース」の新バージョンのミュージック・ビデオを録音した。 
2008年の民主党予備選挙で、レイットは、ジャクソン・ブラウンおよびベーシストのジェームス・"ハッチ"・ハチンソンとともに、ジョン・エドワーズ候補の選挙遊説集会で演奏した。

## ギター
レイットがツアーで主に使用するギターはカスタマイズされたフェンダー・ストラトキャスターで、「ブラウニー (Brownie)」と呼ばれている。これが1996年のシグネチャー・モデルのベースとなった。レイットはフェンダーのシグネチャー・ラインを受け取った最初の女性ミュージシャンである。
私の茶色のストラトは――ボディは1965年のもので、ネックははもうすこし後のものです。これはハイブリッドのようなもので、1969年の朝の3時に120ドルで手に入れたのです。それはペイントのないもので、1969年以来、私はそれをすべてのギグに使用しました。

## 日本公演
- 1978年

3月11日, 13日, 14日 久保講堂（東京）、15日 名古屋市公会堂、17日 横浜市民会館、18日 大阪サンケイホール
- 1992年

3月9日 大阪厚生年金会館（大阪）、10日 NHKホール、12日 中野サンプラザ

## ディスコグラフィ

### スタジオ・アルバム
- 1971年  『Bonnie Raitt』 - 『ボニー・レイット』 (Warner Bros.)
- 1972年 『Give It Up』 - 『ギヴ・イット・アップ』(Warner Bros.)
- 1973年 『Takin' My Time』 - 『テイキン・マイ・タイム』 (Warner Bros.)
- 1974年 『Streetlights』 - 『ストリートライツ』(Warner Bros.)
- 1975年 『Home Plate』 - 『ホーム・プレイト』(Warner Bros.)
- 1977年 『Sweet Forgiveness- 『愛に乾杯』(Warner Bros.)
- 1979年 『The Glow - 『愛に生きる』(Warner Bros.)
- 1982年 『Green Light - 『グリーン・ライト』(Warner Bros.)
- 1986年 『Nine Lives』 - 『ナイン・ライヴズ』(Warner Bros.)
- 1989年 『Nick of Time』 - 『ニック・オブ・タイム』(Capitol)
- 1991年 『Luck of the Draw』 - 『ラック・オブ・ザ・ドロウ』(Capitol)
- 1994年 『Longing in Their Hearts』 - 『ロンギング・イン・ゼア・ハーツ』(Capitol)
- 1998年 『Fundamental』 - 『ファンダメンタル』(Capitol)
- 2002年 『Silver Lining』 - 『シルバー・ライニング』(Capitol)
- 2005年 『Souls Alike』 - 『ソウルズ・アライク』(Capitol)
- 2012年 『Slipstream』 - 『スリップストリーム』(Redwing)
- 2016年 『Dig In Deep』 - 『ディグ・イン・ディープ』(Redwing)

### ライブ・アルバム
- 1995年 『Road Tested』 - 『ロード・テステッド』(Capitol)
- 2006年 『Decades Rock Live: Bonnie Raitt and Friends』 (Capitol)

### コンピレーション・アルバム
- 1990年 『The Bonnie Raitt Collection』 (Warner Bros.)
- 2003年 『Best of Bonnie Raitt』 (Capitol)
- 2011年 『Starbucks Opus Collection』 (Rhino)
- 2011年 『Now & Then』 (Redwing)